# Voronyezsi Gépgyár
A Voronyezsi Gépgyár (oroszul: Воронежский механический завод, magyar átírásban: Voronyezsszkij mehanyicseszkij zavod), rövidítve VMZ Oroszországban, Voronyezsben működő gépgyártó vállalat.  Fő tevékenysége a folyékony hajtóanyagú rakétahajtóművek gyártása. Az 1990-és évek eleje óta jelentős a gáz- és olajipari berendezések előállítása is. Emellett repülőgépekhez és helikopterekhez is gyárt csillagmotorokat és egyéb berendezéseket.
A gépgyárat 1928-ban alapították. Kezdetben a mezőgazdaság számára gyártott gabonatisztító gépeket. 1931 novemberében kezdték el a kisteljesítményű dízelmotorok gyártását és az üzemet átnevezték Dízelgépgyár névre. 1940-ben kezdték el az M–11 repülőgépmotor tömeggyártását a Po–2-es repülőgépek számára. A második világháború idején a gyárat az üzbegisztáni Andijanba evakuálták, ahol a háborús időszak alatt több mint 30 ezer repülőgépmotort gyártottak.
Az 1950-es évek második fele jelentős változást hozott a vállalat életében, amikor a gépgyár az űrkutatási eszközök, mindenekelőtt a folyékony hajtóanyagú rakétahajtóművek gyártását kezdte el. A kezdeti időszakba vadászrepülőgépek számára startrakétákat is készítettek. A Voronyezsi Gépgyár készítette a Vosztok hordozórakéta harmadik fokozatának RD–109-es típusú rakétahajtóművét.